# Gabrščkova ulica, Ljubljana
Gabrščkova ulica je ena od ulic v Ljubljani.

## Zgodovina
28. novembra 1939 je mestni svet ulico poimenoval po časnikarju, politiku in založniku Andreju Gabrščku.